# Championnats d'Europe de ski-alpinisme 2007
Navigation
Édition précédente Édition suivante
Les Championnats d'Europe de ski-alpinisme 2007 se sont tenus à Avoriaz-Morzine,  France, du 24 au 28 mars 2007.
La compétition a été organisée par la Fédération française de la montagne et de l'escalade (FFME) sous les ordres du Comité international de ski-alpinisme de compétition (CISAC) de l'Union Internationale des Associations d'Alpinisme (UIAA).
Environ 230 athlètes de 21 nations ont participé à ces championnats.
Comparé à l'édition 2005, une épreuve de relais et de Vertical Race ont été rajoutés au classement.

## Résultats

### Classements par nations et médailles
(tous âge confondu)
| Rang | Pays               | Vertical Race | Vertical Race | Vertical Race     | Vertical Race      | Par équipes | Par équipes   | Par équipes       | Par équipes        | Individuel | Individuel    | Individuel        | Individuel         | Relais | Relais        | Relais            | Relais             |              |
| Rang | Pays               | Points        | Médaille d'or | Médaille d'argent | Médaille de bronze | Points      | Médaille d'or | Médaille d'argent | Médaille de bronze | Points     | Médaille d'or | Médaille d'argent | Médaille de bronze | Points | Médaille d'or | Médaille d'argent | Médaille de bronze | Total points |
| 1    | France             | 1214          | 6             | 2                 |                    | 348         | 1             | 2                 |                    | 344        | 5             | 2                 | 4                  | 1491   |               | 2                 | 1                  | 3397         |
| 2    | Italie             | 961           | 1             | 2                 | 5                  | 386         | 1             | 1                 |                    | 400        | 1             | 4                 | 1                  | 1381   | 2             |                   |                    | 3128         |
| 3    | Suisse             | 892           |               |                   |                    | 354         |               |                   | 1                  | 344        |               | 1                 | 1                  | 1273   |               | 1                 | 1                  | 2863         |
| 4    | Espagne            | 871           | 1             | 2                 | 2                  | 218         |               |                   |                    | 292        | 2             |                   | 1                  | 999    | 1             |                   |                    | 2380         |
| 5    | Allemagne          | 438           |               |                   |                    | 182         |               |                   |                    | 296        |               |                   |                    | 602    |               |                   |                    | 1518         |
| 6    | Andorre            | 450           |               |                   |                    | 176         |               |                   |                    | 272        |               |                   |                    | 480    |               |                   |                    | 1378         |
| 7    | République tchèque | 602           |               | 2                 |                    | 52          |               |                   |                    | 120        |               | 1                 |                    | 502    |               |                   | 1                  | 1276         |
| 8    | Norvège            | 310           |               |                   |                    | 204         |               |                   |                    | 276        |               |                   |                    | 299    |               |                   |                    | 1089         |
| 9    | Slovaquie          | 356           |               |                   |                    | 50          |               |                   |                    | 124        |               |                   |                    | 430    |               |                   |                    | 960          |
| 10   | Pologne            | 403           |               |                   | 1                  | 52          |               |                   |                    | 116        |               |                   | 1                  | 346    |               |                   |                    | 917          |
| 11   | Slovénie           | 340           |               |                   |                    | 36          |               |                   |                    | 112        |               |                   |                    | 182    |               |                   |                    | 670          |
| 12   | Roumanie           | 282           |               |                   |                    |             |               |                   |                    | 128        |               |                   |                    | 244    |               |                   |                    | 654          |
| 13   | Grèce              | 326           |               |                   |                    | 18          |               |                   |                    | 108        |               |                   |                    | 188    |               |                   |                    | 640          |
| 14   | Suède              | 143           |               |                   |                    | 80          |               |                   |                    | 140        |               |                   |                    | 134    |               |                   |                    | 497          |
| 15   | Bulgarie           | 130           |               |                   |                    | 10          |               |                   |                    |            |               |                   |                    | 58     |               |                   |                    | 198          |
| 16   | Russie             | 59            |               |                   |                    | 8           |               |                   |                    | 104        |               |                   |                    |        |               |                   |                    | 171          |
| 17   | Liechtenstein      | 108           |               |                   |                    |             |               |                   |                    |            |               |                   |                    |        |               |                   | 108                |              |
| 18   | Royaume-Uni        | 33            |               |                   |                    | 8           |               |                   |                    |            |               |                   |                    |        |               |                   |                    | 41           |
| 19   | Belgique           | 22            |               |                   |                    | 14          |               |                   |                    |            |               |                   |                    |        |               |                   |                    | 36           |
| 20   | Croatie            | 14            |               |                   |                    |             |               |                   |                    |            |               |                   |                    |        |               |                   |                    | 14           |
| 21   | Autriche           | 0             |               |                   |                    |             |               |                   |                    |            |               |                   |                    |        |               |                   |                    | 0            |

### Vertical Race
Événement couru à Morzine le 24 mars 2007
Liste des 10 meilleurs participants:
| Rang               | Participante              | Temps total   |
| ------------------ | ------------------------- | ------------- |
| Médaille d'or      | Laëtitia Roux             | 48 min 44 s 7 |
| Médaille d'argent  | Roberta Pedranzini        | 48 min 04 s 2 |
| Médaille de bronze | Gloriana Pellissier       | 49 min 11 s 3 |
| 4                  | Barbara Gruber            | 49 min 45 s 0 |
| 5                  | Nathalie Etzensperger     | 50 min 30 s 7 |
| 6                  | Catherine Mabillard       | 50 min 40 s 9 |
| 7                  | Corinne Favre             | 51 min 11 s 0 |
| 8                  | Sophie Dusautoir Bertrand | 51 min 59 s 7 |
| 9                  | Francesca Martinelli      | 52 min 44 s 7 |
| 10                 | Elisa Fleischmann         | 53 min 04 s 3 |

| Rang               | Participant             | Temps total   |
| ------------------ | ----------------------- | ------------- |
| Médaille d'or      | Florent Perrier         | 39 min 48 s 1 |
| Médaille d'argent  | Agustí Roc Amador       | 40 min 08 s 1 |
| Médaille de bronze | Manuel Pérez Brunicardi | 40 min 49 s 6 |
| 4                  | Sébastien Epiney        | 40 min 56 s 7 |
| 5                  | Tony Sbalbi             | 41 min 15 s 3 |
| 6                  | Lorenzo Holzknecht      | 41 min 32 s 0 |
| 7                  | Oscar Roig Iglesies     | 41 min 39 s 6 |
| 8                  | Olivier Nägele          | 41 min 54 s 0 |
| 9                  | Ludovic Albos           | 42 min 02 s 0 |
| 10                 | Javier Martín de Villa  | 42 min 21 s 6 |

### Par équipes
Événement couru à Morzine le 25 mars 2007
Liste des 10 meilleures équipes:
| Rang               | Équipe                             | Temps total       |
| ------------------ | ---------------------------------- | ----------------- |
| Médaille d'or      | Martinelli/Pedranzini              | 2 h 31 min 14 s 8 |
| Médaille d'argent  | Favre/Lathuraz                     | 2 h 37 min 20 s 2 |
| Médaille de bronze | Mabillard/Etzensperger             | 2 h 39 min 47 s 8 |
| 4                  | Koch/J. Graßl                      | 2 h 44 min 27 s 1 |
| 5                  | Lunger/Fleischmann                 | 2 h 45 min 54 s 0 |
| 6                  | M. Troillet/Magnenat               | 2 h 46 min 46 s 8 |
| 7                  | Pedersen/Blom                      | 3 h 02 min 41 s 7 |
| 8                  | Zubizarreta Guerendiain/Arró Ribot | 3 h 05 min 35 s 0 |
| 9                  | Ryste/Tveite Bystøl                | 3 h 10 min 37 s 0 |
| 10                 | Tort Gendrau/Tudel Cuberes         | 3 h 30 min 00 s 1 |

| Rang               | Équipe                          | Temps total       |
| ------------------ | ------------------------------- | ----------------- |
| Médaille d'or      | Perrier/Gachet                  | 1 h 56 min 56 s 8 |
| Médaille d'argent  | Pellicier/Bon Mardion           | 1 h 58 min 00 s 7 |
| Médaille de bronze | Giacomelli/J. Pellissier        | 1 h 59 min 21 s 6 |
| 4                  | Reichegger/Brunod               | 2 h 00 min 28 s 4 |
| 5                  | F. Troillet/Hug                 | 2 h 01 min 29 s 9 |
| 6                  | A. Rey/Ecoeur                   | 2 h 04 min 08 s 1 |
| 7                  | Buffet/B. Blanc                 | 2 h 04 min 20 s 7 |
| 8                  | Premat/Anselmet                 | 2 h 04 min 24 s 8 |
| 9                  | P. Blanc/Sbalbi                 | 2 h 06 min 41 s 9 |
| 10                 | Pérez Brunicardi/J. Bes Ginesta | 2 h 07 min 08 s 6 |

### Relais
Événement couru à Morzine le 26 mars 2007
Liste des 10 meilleures équipes:
| Rang               | Équipe                                                                        | Temps total       |
| ------------------ | ----------------------------------------------------------------------------- | ----------------- |
| Médaille d'or      | Gloriana Pellissier/Francesca Martinelli/Roberta Pedranzini                   | 1 h 02 min 14 s 8 |
| Médaille d'argent  | Corinne Favre/Véronique Lathuraz/Laëtitia Roux                                | 1 h 03 min 16 s 6 |
| Médaille de bronze | Gabrielle Magnenat/Catherine Mabillard/Nathalie Etzensperger                  | 1 h 05 min 42 s 8 |
| 4                  | Judith Graßl/Silvia Treimer/Stefanie Koch                                     | 1 h 10 min 14 s 7 |
| 5                  | Ellen Blom/Bodil Ryste/Lene Pedersen                                          | 1 h 11 min 18 s 7 |
| 6                  | Gemma Arró Ribot/Maribel Martín de la Iglesia/Izaskun Zubizarreta Guerendiain | 1 h 13 min 23 s 8 |
| 7                  | Neus Tort Gendrau/Sophie Dusautoir Bertrand/Ariadna Tudel Cuberes             | 1 h 14 min 56 s 9 |

| Rang               | Équipe                                                                              | Temps total       |
| ------------------ | ----------------------------------------------------------------------------------- | ----------------- |
| Médaille d'or      | Dennis Brunod/Denis Trento/Manfred Reichegger/Guido Giacomelli                      | 1 h 07 min 18 s 6 |
| Médaille d'argent  | Alain Rey/Florent Troillet/Yannick Ecoeur/Alexander Hug                             | 1 h 08 min 22 s 7 |
| Médaille de bronze | Yannick Buffet/Bertrand Blanc/Tony Sbalbi/Fabien Anselmet                           | 1 h 10 min 44 s 0 |
| 4                  | Javier Martín de Villa/Agustí Roc Amador/Marc Solá Pastoret/Manuel Pérez Brunicardi | 1 h 11 min 42 s 3 |
| 5                  | Toni Steurer/Konrad Lex/Stefan Klinger/Martin Echtler                               | 1 h 16 min 30 s 0 |
| 6                  | Patrik Nordin/André Jonsson/Joakim Halvarsson/John Bergstedt                        | 1 h 16 min 35 s 7 |
| 7                  | Toni Casals Rueda/Xavier Capdevila Romero/Joan Albós Cavaliere/Xavier Comas Guixé   | 1 h 17 min 32 s 1 |
| 8                  | Ola Berger/Ola Herje Hovdenak/Martin Bartnes/Ove-Erik Tronvoll                      | 1 h 18 min 12 s 1 |
| 9                  | Dimitru Frâncu/Rareş Manea/Ionuţ Găliţeanu/Silviu Manea                             | 1 h 19 min 18 s 7 |
| 10                 | Milan Madaj/Matúš Daňko/Jozef Hlavco/Juraj Laštík                                   | 1 h 19 min 36 s 9 |

### Individuel
Événement couru le 28 mars 2007
Liste des 10 meilleurs participants:
| Rang               | Participant           | Temps total       |
| ------------------ | --------------------- | ----------------- |
| Médaille d'or      | Laëtitia Roux         | 1 h 39 min 47 s 2 |
| Médaille d'argent  | Roberta Pedranzini    | 1 h 46 min 28 s 3 |
| Médaille de bronze | Gloriana Pellissier   | 1 h 47 min 51 s 8 |
| 4                  | Francesca Martinelli  | 1 h 49 min 02 s 5 |
| 5                  | Nathalie Etzensperger | 1 h 49 min 23 s 3 |
| 6                  | Elisa Fleischmann     | 1 h 51 min 20 s 5 |
| 7                  | Gabrielle Magnenat    | 1 h 54 min 59 s 2 |
| 8                  | Judith Graßl          | 1 h 55 min 08 s 6 |
| 9                  | Catherine Mabillard   | 1 h 56 min 26 s 9 |
| 10                 | Emilie Gex-Fabry      | 1 h 57 min 23 s 4 |

| Rang               | Participant            | Temps total       |
| ------------------ | ---------------------- | ----------------- |
| Médaille d'or      | Florent Perrier        | 1 h 23 min 09 s 8 |
| Médaille d'argent  | Dennis Brunod          | 1 h 23 min 24 s 2 |
| Médaille de bronze | William Bon Mardion    | 1 h 23 min 51 s 3 |
| 4                  | Manfred Reichegger     | 1 h 24 min 46 s 0 |
| 5                  | Florent Troillet       | 1 h 25 min 04 s 8 |
| 6                  | Grégory Gachet         | 1 h 27 min 02 s 2 |
| 7                  | Alexandre Pellicier    | 1 h 27 min 17 s 9 |
| 8                  | Lorenzo Holzknecht     | 1 h 27 min 34 s 6 |
| 9                  | Guido Giacomelli       | 1 h 28 min 41 s 3 |
| 10                 | Javier Martín de Villa | 1 h 28 min 50 s 0 |

### Combiné
Classement combiné (résultats des épreuves individuelles et par équipes)
Liste des 10 meilleurs participants:
| Rang               | Participante          |
| ------------------ | --------------------- |
| Médaille d'or      | Roberta Pedranzini    |
| Médaille d'argent  | Francesca Martinelli  |
| Médaille de bronze | Nathalie Etzensperger |
| 4                  | Elisa Fleischmann     |
| 5                  | Véronique Lathuraz    |
| 6                  | Catherine Mabillard   |
| 7                  | Judith Graßl          |
| 8                  | Gabrielle Magnenat    |
| 9                  | Marie Troillet        |
| 10                 | Stefanie Koch         |

| Rang               | Participant             |
| ------------------ | ----------------------- |
| Médaille d'or      | Florent Perrier         |
| Médaille d'argent  | William Bon Mardion     |
| Médaille de bronze | Dennis Brunod           |
| 4                  | Grégory Gachet          |
| 5                  | Guido Giacomelli        |
| 6                  | Alexandre Pellicier     |
| 7                  | Florent Troillet        |
| 8                  | Manfred Reichegger      |
| 9                  | Alexander Hug           |
| 10                 | Manuel Pérez Brunicardi |